# (20616) Zeeshansayed
(20616) Zeeshansayed est un astéroïde de la ceinture principale d'astéroïdes.

## Description
(20616) Zeeshansayed est un astéroïde de la ceinture principale d'astéroïdes. Il fut découvert le 30 septembre 1999 à Socorro (Nouveau-Mexique) par le projet LINEAR. Il présente une orbite caractérisée par un demi-grand axe de 2,23 UA, une excentricité de 0,09 et une inclinaison de 8,2° par rapport à l'écliptique.

## Compléments